# Erik Palmdahl
Erik Emanuel Palmdahl, född 22 mars 1903 i Göteborg, död 26 juni 1957 (Västra Frölunda kbfd), var en svensk målare. Han var far till Bruno Palmdahl.
Palmdahl studerade konst för Nils Wedel samt i Norge och Danmark. Hans konst består av vintermotiv från Norrland i en stil som påminner om Anshelm Schultzberg.